# Kvist

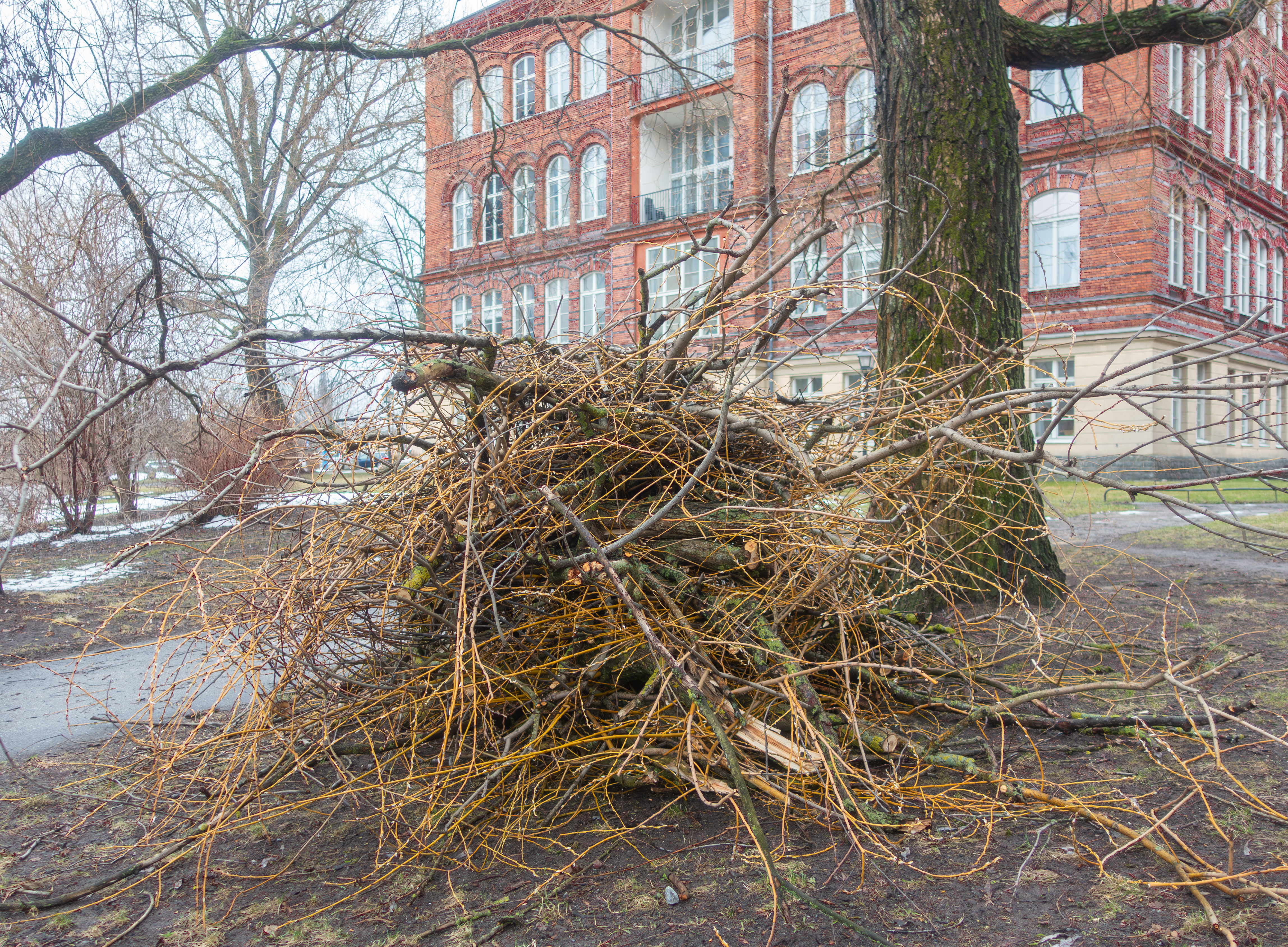
Ihopsamlad rishög bestående främst av kvistar och några grenar.

Kvist är en liten smal gren som sitter på ett träd eller en buske. Namnet på kvisten brukar bildas genom sammansättning med ordet för trädet eller busken från vilken grenen härstammar; till exempel kallas äppelträds kvistar äppelkvistar. Kvist kan även avse hårdare del på virke, där gren suttit.
Kvista innebär att man tar bort kvistar från ett träd eller en buske. För att kvista används vanligen yxa, såg, motorsåg eller skördare.